# Valeriana grisiana
Valeriana grisiana är en kaprifolväxtart som beskrevs av Hugh Algernon Weddell. Valeriana grisiana ingår i släktet vänderötter, och familjen kaprifolväxter. Inga underarter finns listade i Catalogue of Life.